# Кристиансен, Генри Вильгельм
Генри Вильгельм Кристиансен (норв. Henry Wilhelm Kristiansen; 2 февраля 1902, Драммен Норвегия — 16 января 1942, Нойенгамме, Гамбург, Германия) — деятель норвежского рабочего и коммунистического движения, антифашист и писатель.

## Биография
Состоял сначала в Рабочей партии, потом в Норвежской социал-демократической рабочей партии, а затем, в 1923 году, в Коммунистической партии Норвегии и сразу избирается членом её ЦК. Позже становится секретарём ЦК, а в 1925 году избирается членом Политбюро ЦК. В 1924—1926 годах был редактором газеты «Klassekampen», а 1926—1929 годах — «Norges Komunistblad». В 1927—1929 годах возглавлял теоретический орган партии «Proletaren». В 1929—1931 годах жил в Советском Союзе. В 1931—1934 годах — Председатель КПН. В 1934 году участвует в работе Коммунистического интернационала. С началом оккупации в 1940 году становится одним из организаторов Норвежского движения Сопротивления.
Был женат (с 1928) на своей соратнице Мириам Ратхаус Кристиансен (в девичестве Мириам Ильинична Ратхаус; 1899—1942).
Рано утром 22 июня 1941 года, в тот же день, когда немцы напали на Советский Союз, гестаповцы арестовали его и его жену. 15 ноября 1941 года их отправили в Гамбург. Его содержали в различных тюрьмах, пока в декабре того же года не отправили в концлагерь Нойенгамме, где он умер 16 января 1942 года. Похоронен в Шиене.
Его жена Мириам была убита в Освенциме в 1942 году.